# Kaposvári Gazdasági Vasút
A Kaposvári Gazdasági Vasút keskeny nyomtávolságú, egyvágányú, gőzüzemű, gazdasági céllal működtetett kisvasút volt Kaposváron és a várostól északra eső Somogy vármegyei területeken. 1916-tól 1964-ig működött.

## Története
A 760 mm nyomtávú kisvasutat a Mezőgazdasági Ipari Részvénytársaság (MIR) építtette. Az építkezés 1916-ban kezdődött, az utolsó szakaszt 1925-ben adták át. A munkálatokban orosz hadifoglyok is részt vettek. A vasút célja elsősorban a somogyi cukorrépa kaposvári cukorgyárba szállítása volt. Kezdetben a vonatok főként teherszállító szerelvények voltak, melyek átlagosan 18-30 csilléből és 2-4 tengelyű R és J sorozatú kocsikból álltak. 1929-ben a megszűnő ropolyi gazdasági vasútról is érkeztek mozdonyok a kaposvári GV-hálózatra.
A Mezőgazdasági Ipari Részvénytársaság megszűnésével a kisvasutat az 1949-ben megalakult Gazdasági Vasutak Nemzeti Vállalat Kaposvári Igazgatóságához csatolták. Ekkor indult el a személyszállítás a vonal egy részén, a kaposvári cukorgyártól Felsőbogátpuszta állomásig. A cukorgyárban váróterem is volt az utazóközönség számára. A kisvasúton rengeteg utas fordult meg, mivel akkoriban a kisebb településekről és pusztákról más lehetőség nem volt a megyeszékhelyre utazásra.
Az ötvenes években tervbe vették a Dombóvári Gazdasági Vasút és a kaposvári GV-hálózatok összekötését is, erről a Somogyi Néplap 1956-ban adott tájékoztatást. A megvalósításra azonban már nem került sor, mivel a gazdasági vasút egyre inkább leépült. Az 1960-ban megszűnt Gazdasági Vasutak Nemzeti Vállalat vonalait a MÁV vette át, MÁV GV jelzéssel. A kaposvári kisvasút a MÁV Pécsi Igazgatóságához került, amely gazdaságtalanságra hivatkozva 1964-től megszüntette és vonalait elbontatta.

## Nyomvonala
A vasúthálózat a kaposvári cukorgyárból kiindulva, a várostól északra, részben a Kaposvár–Fonyód-vasútvonal, illetve a Kaposvár–Siófok-vasútvonal között, azokhoz több helyen csatlakozva terült el. Szárnyvonalai a következők voltak:
- Kaposvár–Somogyjád (Galambospuszta)–Kaposfüred–Répáspuszta–Toponár szakasz (1916-tól üzemelt)
- Somogyjád (Galambospuszta)–Alsóbogát (Felsőbogátpuszta) szakasz (1921-től üzemelt)
- Répáspuszta–Somodor–Szentgáloskér (Lapapuszta) szakasz (1925-től üzemelt)